# 釈迦遺
釈迦 遺（しゃか ゆい、2000年7月7日 - ）は、日本のモデル、YouTuber、インフルエンサー。元ライブアイドル。元AV女優。2021年10月より白釈迦 遺（しらしゃか ゆい）、2023年より釈迦 遺（しゃか ゆい）に改名。AV女優時代の芸名は白坂 有以（しらさか ゆい）。

## 経歴

### AV女優時代
カルチャー系のモデルを経て、2020年1月1日にムーディーズの専属女優としてAVデビュー。同年10月、配信メーカーのFALENO専属となる。
2020年11月、下北沢カレーフェスティバル2020においてミスカレー2020に選ばれる。
2021年7月、アパレルブランド5sickのモデルを始める。
2021年9月、オンラインショップ白吐-haku-オープン。
2021年10月8日、YouTubeでAV女優業の引退を発表。引退理由はタイミングと向いてないと感じたことと同動画内で語っている。2021年10月まではDINOであったが、引退のタイミングで退所した。新芸名が決まるまでの猶予期間はゆいぴょん名義。10月24日より白釈迦遺（しらしゃか ゆい）として活動する。

### アイドル時代
2021年11月3日、新たに所属事務所Mc dog worksと契約したことを発表。プロデューサー・DAICHIの元、新たに立ち上げるアイドルグループ「BUtTA」（ブッタ）の一員として活動することを報告。2022年4月2日、3日、滋賀・石山U★STONE『McDog Party』でグループがプレデビュー。白釈迦以外のメンバーは栖栗くらら、神樂紅ね、蛇姫めでゅ。2022年6月25日、東京・目黒鹿鳴館での単独ライブでデビュー。しかし8月18日、グループの爆散を発表。最終ライブは9月9日・池袋EGDEとなる。白釈迦は短期活動となったことについて「自分も続けたかった。この“一時”じゃなくて人生の“一部”として考えた結果。点じゃなく線で考えた結果」とコメントを出している。
爆散後は配信者、モデルとして活動したのち、2023年5月より釈迦遺名義でアイドルグループ「Never Dolls」に加入。所属事務所はproduction IDOL BANG。
メンバーの起こした不祥事を発端に2024年3月22日、SHIBUYA DESEO miniでのライブをもって「Never Dolls」解散。事務所も退所し以降の活動はフリーランスとなる。
2025年1月、吉野家ホールディングスグループ・株式会社シェアレストランのバックアップを受け、スナック釈迦場（しゃかば）を渋谷にオープンした。

## 人物
趣味は推理小説を読むこと。好きな作家は丸尾末広、江戸川乱歩、夢野久作。モデル以前の前職は探偵である。探偵業は探偵学校を卒業したのち約半年間務め、ビデオカメラ機器などの使い方もそこで覚えた。兄が一人おり、男友達も多かったこともあり、性格はサバサバしている。同性の友達もいるが女性特有の集団行動は苦手としており、インタビューでは「タピオカ〜！ ハロウィン〜！ みたいな大学生らしいこと」はしなかったと述べている。デビューするまでの彼氏は2人。
学生時代は校内で一番足が速く、吹奏楽部だったものの陸上記録会（長距離）に出て市内3位になったなどの逸話を持つが、前述のように趣味趣向は文化系。基本的にはインドアだが、自身のYoutubeでは一人旅動画もたびたび出している。
プライベートは黒のワンピースをよく着ている。
AVデビューのきっかけはスカウトだが、AVはサンプル動画で見る程度の知識しかなかった。
AVライターの東風克智は「巨乳ロリ好きには堪らない、すべてが高スペックなショートカット娘」と人物像を述べており、カメラマンのDioraは「あんまりしゃべるタイプじゃなかったですが、好きなモノ語ってる時はめっちゃしゃべる」「（最初は人見知りで）あんまり目合わせてくれなかったが、（緊張が解れると）徐々に決めポーズをくれるようになった」と述べている。
オードリーのオールナイトニッポンのリスナーである“リトルトゥース”を公言している。
前名当時はファンの総称は白坂帝国民としていた。改名後は白釈迦信者。
YouTube内の企画として顔の整形手術（目の下の脂肪切除）を受け、2021年9月22日に動画を公開した。

## 作品

### アダルトビデオ
2020年
- 新人! それゆけ!現役女子大生19歳デビュー（1月1日、ムーディーズ）
- 子宮がビクビク痙攣初イキ♥ 4本番♥（2月1日、ムーディーズ）[31]
- 朝から晩まで濃厚奉仕を繰り返すメイドとハメまくった。（3月1日、ムーディーズ）
- 初めての射精みたいな快感お漏らし♥（4月1日、ムーディーズ）
- ニヤニヤちゅぱちゅぱ全力おしゃぶりしてくる小悪魔カノジョ（5月1日、ムーディーズ）[32]
- それゆけ!ドキドキ初挑戦 ご奉仕ソープランド（6月1日、ムーディーズ）[33]
- 痴漢に溺れて… ―この車両だけはダメだと知っていたのに…―（7月1日、ムーディーズ）[34]
- 親の目を盗んでパンチラ挑発!!ツンデレ妹はロリバカ兄貴をからかうのが大好き!!（8月1日、ムーディーズ）[35]
- 密着うまのりでささやき誘惑してくる家庭教師の有以先生（9月1日、ムーディーズ）[36]
- 出張先の温泉接待でムリやり相部屋濃厚オヤジ達に朝までイカされ続けた私（10月1日、ムーディーズ）
- FIRSTFALENO電撃移籍解禁SP白坂有以（11月13日配信[37]、FALENO）
- 白坂有以 デビューから計8作品のイイとこ凝縮!12時間BEST（12月13日、ムーディーズ）
- 性に無頓着な美乳文学美少女は実はエロ偏差値108のスーパーストロングセックスマシーン 白坂有以（12月23日配信、FALENO）

2021年
- アクメちゃんイッても止めない激ピストン無限オーガズム 白坂有以（1月25日配信、FALENO）
- 超高級メンズエステFALENO只今裏OPキャンペーン実施中! 白坂有以（2月13日配信、FALENO）
- 吾輩は痴女である。美少女が繰り出す性欲おじさん吐精術 白坂有以（3月13日配信、FALENO）
- 至高のオナニーのために 完全主観アナタのオナニーを極上サポート 白坂有以（4月25日配信、FALENO）
- OLユイちゃんの得意技はエメラルド･ブロウジョブ 女子社員フェラチオ出世術 白坂有以（5月29日配信、FALENO）
- くちびるにチェリー 童貞くん筆下ろしバンザイ 白坂有以（6月26日配信、FALENO）
- 無限の体液 激イキ連続絶頂4本番SPECIAL 白坂有以（7月24日配信、FALENO）
- 義理のパパと彼氏のザーメンの味を比べる濃密なSEX 白坂有以（8月27日配信、FALENO）
- 嫁と帰省した田舎で久々にあった清楚な幼馴染と狂ったように浮気性交に更けた夏。白坂有以（9月2日配信、FALENO）

2022年
- 白坂有以 妹系アイドル痴女プレイ連発!!FALENO出演全タイトル収録コンプリートBEST8時間（1月27日配信、FALENO）

### イメージDVD
- 舞い落ちる花びら（2020年8月23日、発売元：Superlative、販売元：クレイン）
- なつやすみ、田舎、思春期（2021年7月23日、発売元：Precious Beauty　販売元：クレイン）
- 「なつ恋 青い 思春期」（2021年10月23日、発売元：G-trip　販売元：クレイン）

### VR
- 白坂有以×待望の初VR! HQ高画質で美乳もアナルもじっくり見られる! 正常位極みアングル&連続射精SEX有り!キスも全裸もタップリ堪能!専属美少女と汗だくSEXヤリまくり!（2020年7月1日、ムーディーズ）[38]

### LOVEPOP(イメージビデオ＆グラビア)
- ラブデジ16 川北メイサx白坂有以のPHOTO & MOVIE　ハロウィン(2021/10/22)
- 4K動画 ラブデジ16 川北メイサx白坂有以ガールズトーク　仲良し先輩後輩が繰り広げる！素のガールズトーク！(2021/10/22)

## 出演

### 配信
- 人気女優は何にハマってる？ #おうち時間 の楽しみ方（2020年5月30日、YouTube/KAI-YOU Videos）[39]
- 聖ファレノ女学院（2020年10月20日 ‐ 2021年9月、YouTube/FALENO公式）
- みんなのアルバイト（2022年10月6日、7日、YouTube/みんなのアルバイト）

### テレビ
- 二階堂夢×白坂有以 公開トークショー（2020年12月16日、エンタ!959）[40]
- 白坂有以×川北メイサ 本当にあったエッチな話（2021年9月17日[41]、エンタ!959）

### イベント
- Whaikru Venus Battles.1（2022年9月19日、新宿グラムシュタイン）ファッションショーモデル

## 書籍

### 写真集
- 白い、有以。（2020年8月26日、ジーウォーク、撮影:14y.ムラミツ）ISBN 978-4867170663